# 85
| 85                 |
| ------------------ |
| Dødsfald - Fødsler |
|                    |

| Gregoriansk kalender | 85 LXXXV                |
| Ab urbe condita      | 838                     |
| Armensk kalender     | I/T                     |
| Kinesiske kalender   | 2781 – 2782 甲申 – 乙酉 |
| Etiopisk kalender    | 77 – 78                 |
| Jødisk kalender      | 3845 – 3846             |
| Hindukalendere       |                         |
| - Vikram Samvat      | 140 – 141               |
| - Shaka Samvat       | 7 – 8                   |
| - Kali Yuga          | 3186 – 3187             |
| Iransk kalender      | 537 BP – 536 BP         |
| Islamisk kalender    | 554 BH – 553 BH         |

Se også 85 (tal)